# Lyle és Erik Menendez
Joseph Lyle Menendez (1968. január 10.) és testvére Erik Galen Menendez (1970. november 27.) voltak az elkövetői egy Amerikában nagy nyilvánosságot kapott kettős gyilkosságnak. 1989. augusztus 20-án Beverly Hillsi otthonukban agyonlőtték saját szüleiket, José és Kitty Menendezt, akik tizenkét éven keresztül szexuálisan, lelkileg és fizikailag bántalmazták őket.

## A szülők
José Havannában született 1944-ben, egy felső-középosztálybeli kubai családban. Apja ismert teniszjátékos, anyja úszó olimpikon volt, akit beválasztottak a kubai sportolók dicsőségcsarnokába. Josénak volt két idősebb nővére, Teresita (Terry) és Marta. Bár a család nem volt jómódú, a szülők kiemelkedő sportolói teljesítménye miatt nagy megbecsülésnek örvendtek a kubai társadalomban. José öt évvel volt fiatalabb Terrynél, anyja elkényeztette őt.
Kitty 1941-ben született egy szolid középosztálybeli családban, a négy gyerekes Charles és Mae Andersen házaspár legfiatalabb gyerekeként. Kitty gyermekévei alatt a család Oak Lawnban élt, egy Chicagótól délre levő külvárosban. Az apjának egy jól prosperáló fűtés- és légkondicionáló-üzlete volt, így anyja háztartásbeliként otthon tudott maradni Kittyvel és a két bátyjával, Milttel és Briannel, és Kitty idősebb nővérével, Joannel.
1963-ban Kitty és José összeházasodtak és New Yorkba költöztek. Első gyermekük, Joseph Lyle 1968-ban született, Erik pedig három évvel később. Amíg Kitty otthon volt a gyerekekkel, José éjjel-nappal dolgozott.

## A testvérek
Lyle és Erik tehetséges sportolók voltak. José mindent megtett azért, hogy teniszbajnokot neveljen belőlük. A két testvér azonban nem volt jó tanuló, sem olyan elszántak nem voltak, mint az apjuk. Erik félénk volt és nehezen barátkozott. Lyle viszont társasági ember volt, és inkább a barátaival töltötte az idejét, mint tanulással.
José Menendeznek soha semmi nem volt elég jó. Dicsekedni akart a fiaival; kvízkérdésekkel gyakran tesztelte, hogy a fiúk mit tanultak az iskolában, és ezek a kérdezősködések olykor igen elfajultak. A fiúk állításai szerint édesapjuk többször fenyegette őket halállal, és mindkettejüknek többször volt nem kívánt intim kapcsolata apjukkal. A felszínen azonban a Menendez család boldognak és sikeresnek látszott. José azt remélte, dinasztiát alapíthat, amelyben a fiai öröklik a vagyonát és tovább viszik a sikereit.

## A gyilkosság
A gyilkosság 1989. augusztus 20-án történt a család Beverly Hills-i, North Elm Drive 722 szám alatti otthonában. A szülők épp elhelyezkedtek a tévé előtt, amikor a fiúk berontottak, és rájuk támadtak. Apjukat leütötték és lelőtték, ám anyjuk nem vesztette el az eszméletét, menekülni próbált. Erik és Lyle végül több lövéssel megölték. Ezt követően moziba mentek, hogy biztosítsák az alibijüket.
Miután visszatértek, hívták a rendőrséget és jelentették a gyilkosságot. A helyszín brutális volta miatt a rendőrség először a maffiára gyanakodott, de a gyanú nagyon hamar a fiúkra terelődött.
A temetést követően a fiúk elképesztő méretű költekezésbe kezdtek, mely még inkább gyanúba keverte őket. Lyle vett egy Rolexet, egy Porschét, és éttermet nyitott az egyetem közelében. Erik felbérelt egy profi teniszedzőt, és részt vett egy izraeli tenisztornán. Az ügyvédek becslése szerint a szülők halálát követő hat hónapban egymillió dollárt költöttek. A rendőrség nem gyanakodott, ám a labilis idegzetű Erik bevallotta a gyilkosságot a pszichiáterének.

## A tárgyalás
1992. december 8-án vádat emeltek ellenük a Los Angeles-i bíróságon. A Court Tv folyamatosan közvetítette az eseményeket; a Menendez fivérek ügye országos szenzáció lett, a tárgyalás sztárja pedig Erik ügyvédje, Leslie Abramson. Azt állította, a fiúkat éveken át kínozták a szüleik, apjuk pedig szexuálisan zaklatta őket.
A fivérek ügyét külön kezelték, ám egyszerre tárgyalták. A tárgyalás úgy zárult le, hogy egyik esküdtszék sem tudott döntést hozni. A második tárgyalás a nyilvánosság kizárásával történt. Mindkét fiú ellen gyilkosság és összeesküvés volt a vád.
1996. július másodikán Stanley M. Weisberg bíró Lyle és Erik Menendezt életfogytiglani börtönbüntetésre ítélte anélkül, hogy lehetőségük lenne a feltételes szabadlábra helyezésre. Lyle jelenleg a Mule Creek állami börtönben van. Erik pedig a Pleasant Valley állami börtönben. A börtönben mindketten megnősültek. Erik állítása szerint több mint tíz éve nem beszélt a testvérével.
Joseph Lyle a Princetonra járt, 2003 novemberében feleségül vette Rebecca Sneed-et a börtönben. Erik Galen szexuális irányultsága kérdéses. Depresszióra hajlamos.

## Fordítás
- Ez a szócikk részben vagy egészben  a   Lyle and Erik Menendez című angol Wikipédia-szócikk fordításán alapul.  Az eredeti cikk szerkesztőit annak laptörténete sorolja fel. Ez a jelzés csupán a megfogalmazás eredetét és a szerzői jogokat jelzi, nem szolgál a cikkben szereplő információk forrásmegjelöléseként.